# Bang bang t'es mort

Bang bang t’es mort est une pièce de William Mastrosimone basée sur les meurtres perpétrés par Kip Kinkel à l’école secondaire de l’Oregon.

## La pièce
Cette pièce fut créée pour démontrer et mettre fin à la violence entre adolescents dans les lycées américains. Quand la pièce fut jouée la première fois, près de 500 000 téléchargements du texte et des vidéos liées à sa représentation incitèrent de nombreux établissements scolaires à la jouer. L’œuvre s’intéresse à un personnage central : Josh. Alors qu’il vient de tirer sur ses parents et cinq camarades de classes, il est hanté par le souvenirs de ces derniers.

## Le film
Le film tourne autour d’un adolescent nommé Trevor et accusé d’avoir menacé de tuer les membres de l’équipe de football de son lycée et ce, à la suite de diverses maltraitances de leur part. Le film commence quelques mois plus tard alors qu’il est mis à l’écart par ses camarades. Il a alors l’idée de faire exploser son lycée.
Il est cependant choisi pour interpréter le rôle principal de la pièce de fin d'année : Bang Bang You're Dead. Les parents d'élèves, inquiets, demandent l'annulation de la pièce.
On découvre aussi que Trevor (joué par Ben Foster) devient ami avec les Trogs, un groupe de délinquants. À la fin du film, ils tentent un massacre organisé du lycée à l’aide de mitraillettes et d’armes de poing. Trevor intervint et les empêcha de nuire.
Le film se termine sur la représentation de la pièce et ce, malgré les protestations des parents d’élèves.
Le film remporta le Peabody Award et quatre Daytime Emmy awards en 2003, dont celui du meilleur film éducatif.
En France, le film sera diffusé en version française, utilisant le même titre que la pièce adaptée par Julien Baptist.